# Künstlergruppe Niederrhein
Die Künstlergruppe Niederrhein war vor der Gründung des Sonderbunds Westdeutscher Kunstfreunde und Künstler (1909) die wichtigste Künstlergruppe der Secession in Düsseldorf.

## Geschichte
Vermutlich schon Ende 1907, spätestens jedoch Anfang 1908, formierte sich in Düsseldorf die Künstlergruppe Niederrhein mit dem Ziel, einer „freieren Auffassung“ der Kunst – etwa dem Neoimpressionismus – zum Durchbruch zu verhelfen. Über die Gründungsabsichten der Gruppe und ihr Auftreten geben Rezensionen in der Tagespresse zur ersten Ausstellung in Düsseldorf Aufschluss.
Zu ihren Gründern zählten Walter Ophey, Josef Kohlschein d. J., Josef Lindemann, Carl Plückebaum, Carl Schmitz-Pleis, Josef Hansen, Ernst Paul (1877–1947), Albert Reibmayr, Medardus Kruchen, Heinz May und Hubert Ritzenhofen. Mitglieder wurden auch Walter Corde, Bernhard Hoetger, Ernst Isselmann, Richard Klingen sowie Albert Henrich und Friedrich August Herkendell. Als Gast der Gruppe stellte der Bildhauer Bernhard Sopher aus.
Die Künstlergruppe Niederrhein ist nicht zu verwechseln mit der später, jedoch ebenfalls in Düsseldorf gegründeten Künstlergruppe Niederrhein 53.